# 러브, 빅터
《러브, 빅터》(Love, Victor)는 2020년 6월 17일에서 2022년 6월 15일까지 훌루와 디즈니+에서 최초 공개된 드라마 시리즈이다. 2018년 영화 《러브, 사이먼》과 같은 세계관을 공유하고 있다.

## 출연
- 마이클 시미노
- 레이철 힐슨
- 비비 우드
- 메이슨 구딩
- 애나 오티즈
- 닉 로빈슨

## 같이 보기
- 러브, 사이먼